# 苏军通信兵
苏联国防部通信兵是苏联军队的一个兵种。
苏联内务部队、边防部队、国家安全委员会的通信兵不属于国防部通信兵主任领导。

## 历史

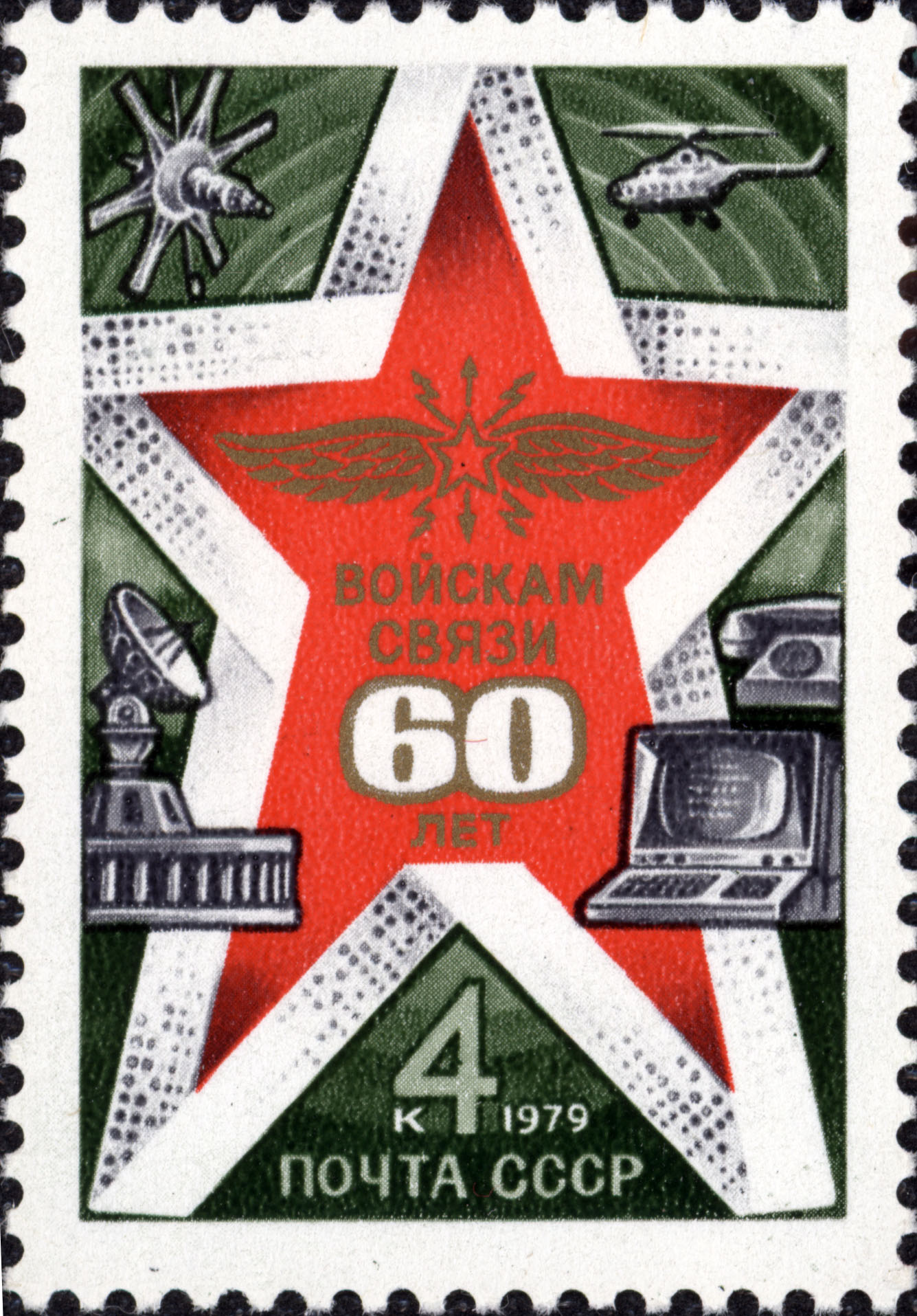
1979年纪念"通信兵60周年"的苏联邮票

1936年苏军通信兵的纽扣徽章

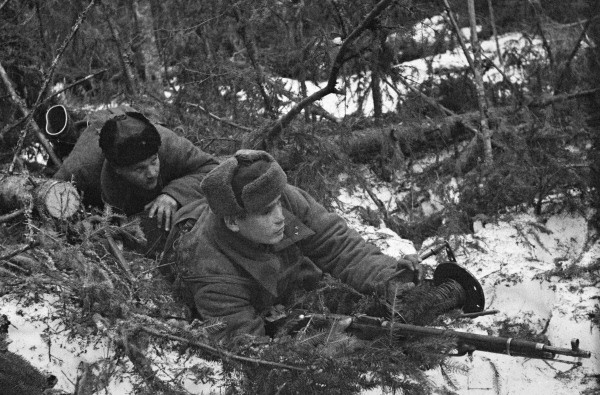
1942年12月拍摄的通信兵在森林中布放电话线

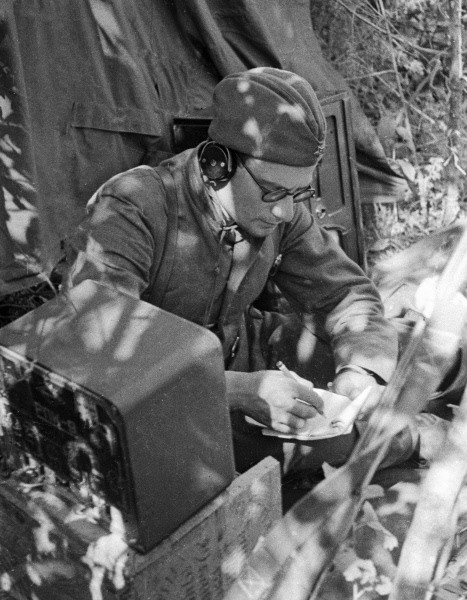
1942年6月，无线电报务员在超收苏联情报局的电讯

===苏俄内战=== 

## 苏联解体时的通信兵部队

### 部队分类
- 隶属于指挥系统中负责通信:

- 总参谋部通信兵部队;
- 五大军种通信兵部队;
- 战略-战役司令部的通信兵部队(方面军、军队集群、军区);
- 作战司令部(集团军与军);
- 隶属于各兵种的通信分队;
- 隶属于基层部队的通信兵分队

- 组织架构:

- 通信旅;
- 独立单位 – 团、营 (野战通信中心), 连 (中心、排、班、组);
- 研究所等
- 教育设施
- 修理厂、通信器材仓库等

- 按照通信功能分类：

- 通信枢纽
- 通信线
- 地区
- 军邮局
- 通信安全中心
- 通信技术支持与指挥自动化

### 通信兵的任务
任务有:
- 现存通信系统的运用
- 通信系统的维护
- 建立、开发、改进通信系统，保障其可靠运用
- 从和平转入战时，加强与建造通信系统
- 军队展开时，部署野战通信系统。

### 通信部队建制结构
通信兵部队最大建制单位为通信旅。七十年代后期开始大规模组建通信旅。约有50个旅。包括:
- 最高统帅部的通信旅
- 通信枢纽的通信旅
- 地区通信线路的通信旅
- 后方通信旅
- 预备通信旅
- 通信训练旅

通信旅（除了通信枢纽旅）辖3至5个不同种类的通信营：无线电营、对流层通信营、长途通信营、无线电中继通信营、无线电中继线缆营、地下通信线缆营、有线电通信营、枢纽营、通信工程营等)，以及营级的野战枢纽与永久枢纽。
战术部队（摩步师、坦克师、空降师）以及战斗兵种、特种部队、技术支持部队、后勤部队，辖独立通信营与通信连、通信排、指挥排、军邮站、技术排、通信器材修理车间。 
四大战略方向（西方、西南方、南方、远东）总司令部各辖2个通信旅、2-3个独立通信营。每个边境军区与驻德苏军集群各辖2–3个通信旅、1个通信团与2-4个独立通信营。
每个坦克集团军与诸兵种合成集团军，辖集团军直属通信团（辖2个通信中心与1个通信连）与一个无线电-线缆中继通信营。
陆军主战部队的通信兵由不同种类的营组成，编入旅、团的建制。
通信营的种类有:
- 陆军军、摩步师、坦克师、空降师：独立通信营
- 通信旅下辖营:

- 独立通信营（节点）;
- 独立线缆通信营
- 独立长途通信营
- 独立通信工程营
- 独立重型地下线缆通信营

- 集团军下辖：

- 独立无线电中继通信营
- 独立无线电中继与线缆通信营

## 通信兵装备器材

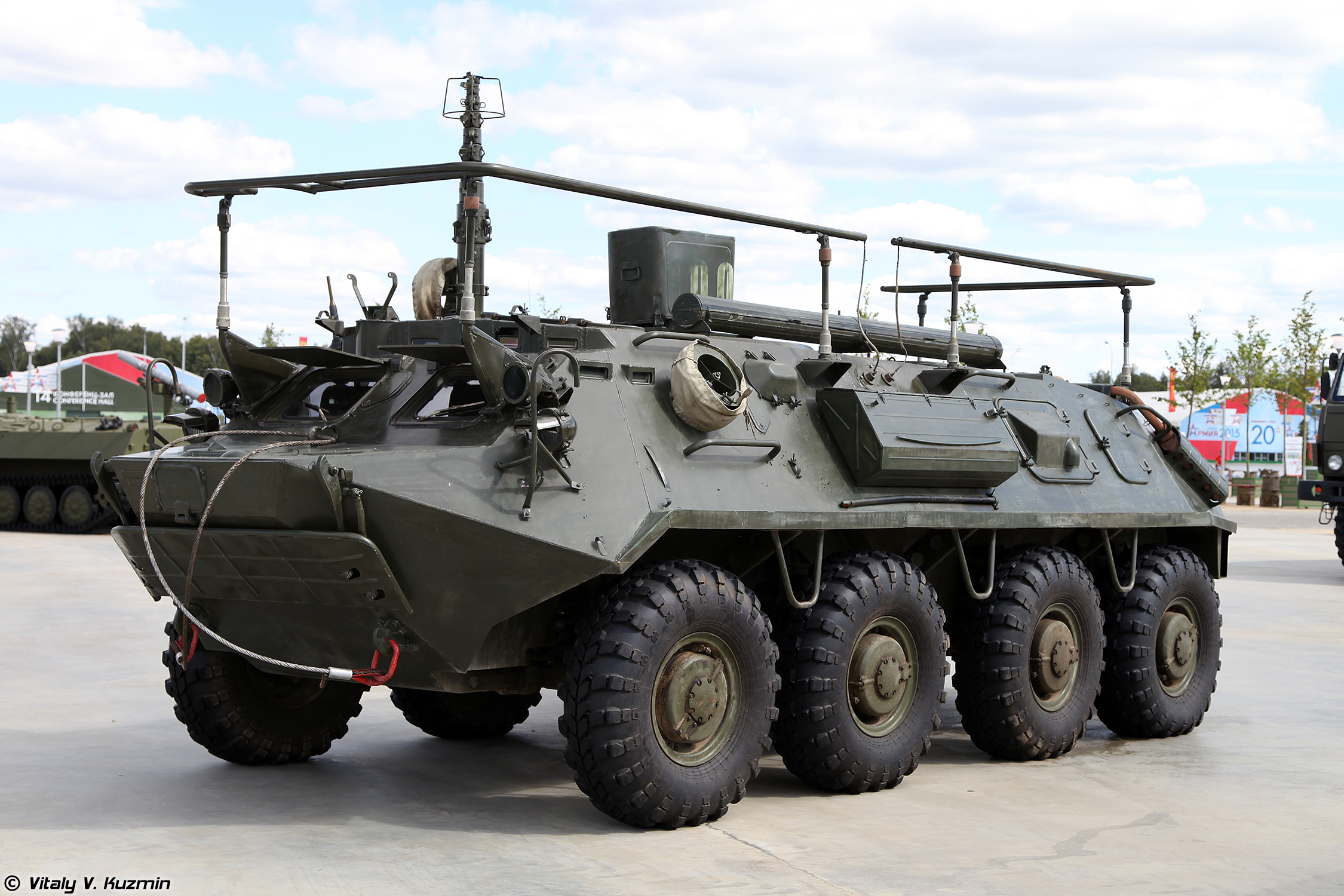
R–145BM – 通信团、营的主战车辆

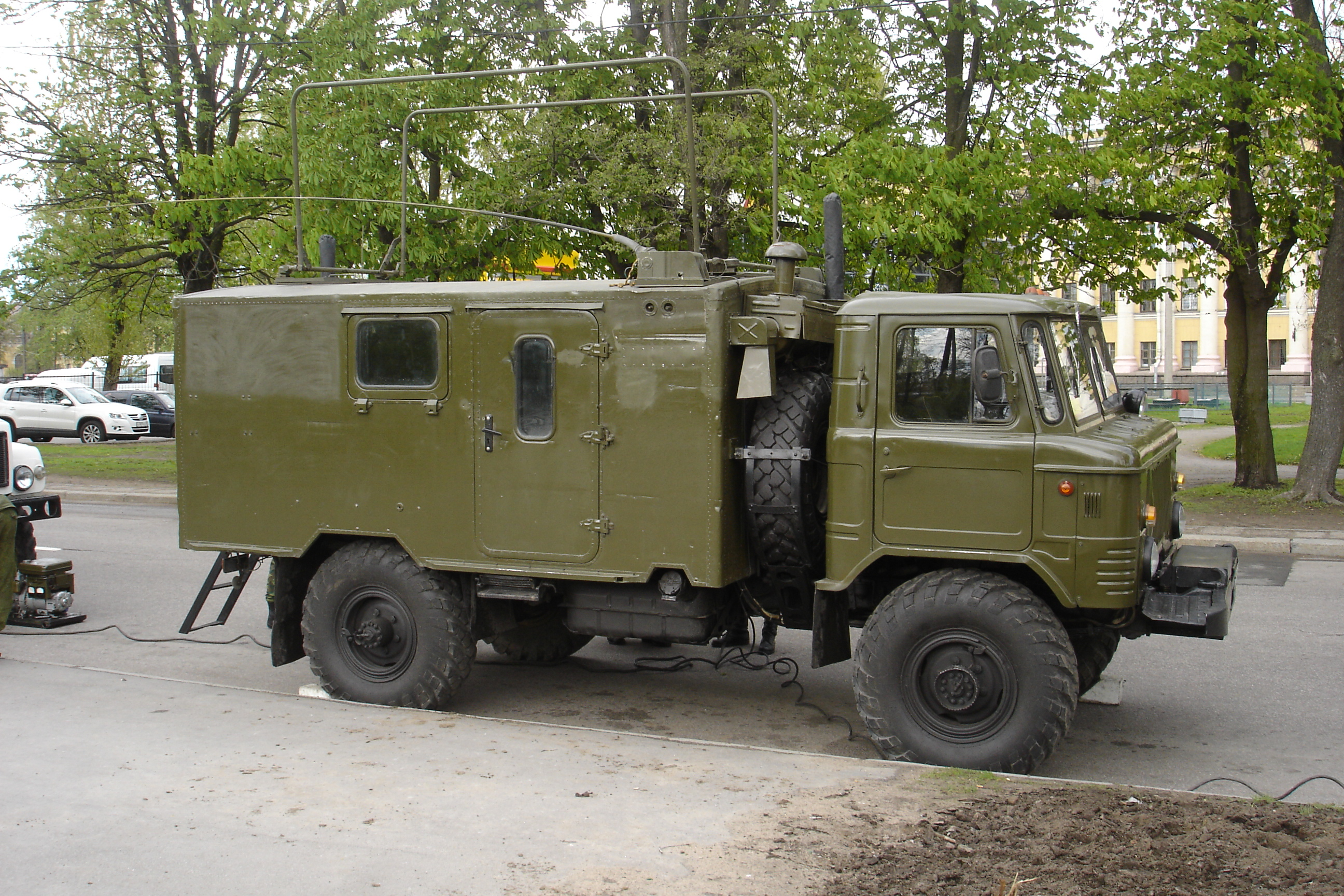
R–142 – 空降兵通信主战车辆

苏德战争时期，陆军装备了12–RT, RBM, A–7, RSB–F, RAF–KV–3等型号的无线电台，野战电报机2BDA–43。
1944年底，开始接收RAF–KV–4无线电台与"Karbid"设备用于电传打字。当时苏联也能生产超短波电台。
部队中装备的电台密度也在不断增长。例如，战争初期步兵师只有22部无线电台，战争后期达到了130部。
四五十年代开始大量装备车载短波电台:
- 总参无线电网络 – R–100 与 R–110;
- 前方线缆网络 – R–101 与 R–102;
- 集团军与军 – P–118 与 R–103;
- 师 – R–104 (便携与车载改型);
- 坦克部队 – R–112.

战术部队的免搜索与免调节小型超短波无线电台: R–105, R–1Ob, R–108, R–109, R–114, R–116 与 R–113 (坦克).
同时期，开始引入了无线电中继通信，多信道的R–400与低信道的R–401电台，以及频分复用与信道复用的P–310, P–304, P–311, P–312 , P–313, P–314等。改进了电话机、电报机、交换机、几种野战通信电缆。第一款司令部指挥通信车R–125 "Alphabet", R–118无线电台与R–403、R–405中继台入役。使用GAZ–69或GAZ–bZ车辆，后来换为UAZ–469与GAZ–66.
五六n暗袋强调野战通信中心的机动性:
- 1型机动通信中心 – 方面军通信站，22台车辆
- 2型机动通信中心 – 方面军通信线路， 6台车辆
- 3 型机动通信中心– 集团军，9台车辆
- 4型机动通信中心 – 军，4台车辆
- 5型机动通信中心 – 师，1台车辆

战术部队的指挥控制开始使用新型短波、超短波单边带大功率或中功率无线电台: R–135, R–136, R–137, R–140. 战术使用的便携车载宽带超短波电台R–107与R–111，可在预设的频率上自动调频。 
新型的高质量多信道中继台R–121, R–122, R–408可覆盖150–250公里。
七十年代初期，在国防部通信兵主任安德烈·伊万诺维奇·别洛夫上将领导下开始了通信装备器材的换代革命。通信指挥车辆开始采用主战履带车底盘(BMP–1KSh 与 BMD–1KSh), 以及新型汽车底盘的R–141, R–142, R–148，冀东野战通信中心R–146A, 统一的通信线路 "Topaz" (P–300, P–301, P–302); 保密通信使用的T–206–ZM.1972年开始使用师、集团军、方面军的空中机载通信。对流层通信从多台车(R–408使用3台ZIL–157汽车带长拖车)换型为机动紧凑的使用单台车的R–410与R–412。1972年开始使用卫星通信地面站R–440 "Kristall"。
野战通信枢纽的软硬件都改型了，安装在轮式底盘上：
- 电话交换机 P–225;
- 硬件综合体 P–240 与 P–241;
- 原创通信设备 P–234, P–255, P–257;
- 保密通信控制室 P–242, P–244;

通信兵的器材装备使用了轮式越野底盘：GAZ–63, GAZ–69, GAZ–66, ZIL–157, ZIL–131, Ural–375, Ural–4320与KamAZ–4320. 底盘上安装了标准通信方舱(KUNG–1M, KM–66, KM–131).
使用的装甲人员输送车与步兵战车底盘改装的通车车底盘有：
- BTR–50 → BTR–50PU 与 BTR–50PUM;
- BMP–1 → BMP–1KSh;
- BMD–1 → BMD–1KSh;
- BRDM → BRDM–5;
- BTR–60 → R–137B, R–140BM, R–145BM, R–156BM, R–238BT, R–240BT, R–241BT, R–409BM, PU–12.

## 通信兵主任
- 阿尔捷米·柳博维奇（英语：Artemy Lyubovich） – 1919–1920;
- 英诺肯蒂·哈勒普斯基（英语：Innokenty Khalepsky）军级指挥员 – 1920–1924;
- 尼古拉·辛尼亚夫斯基（俄语：Синявский, Николай Михайлович）二级集团军级指挥员 – 1924–1935;
- 罗曼·沃伊茨霍维奇·朗瓦（俄语：Лонгва, Роман Войцехович）军级指挥员（波兰裔）  – 1935–1937;
- 阿列克谢·米哈伊洛维奇·阿克肖诺夫（俄语：Аксёнов, Алексей Михайлович）军级指挥员  – 1937-05-21 – 1937-12-29;
- 伊万·安德烈耶维奇·奈德诺夫（俄语：Найдёнов, Иван Андреевич）少将、中将 – 1938年2月 – 1940-07-26;
- 尼古拉·伊万诺维奇·加皮奇（英语：Nikolay Gapich）少将 – 1940-07-26 – 1941-07-22;
- 伊万·捷连季耶维奇·佩列瑟普金通信兵中将、上将、通信兵元帅 – 1941-07-22–1957;
- 伊万·季莫费耶维奇·布利切夫（俄语：Булычёв, Иван Тимофеевич） 通信兵上将– 1957–1958;
- 阿列克谢·伊万诺维奇·列昂诺夫通信兵上将、通信兵元帅 – 1958–1970;
- 安德烈·伊万诺维奇·别洛夫通信兵上将、通信兵元帅 – 1970–1987;
- 康斯坦丁·伊万诺维奇·科贝茨（俄语：Кобец, Константин Иванович）少将 – 1987–1990;
- 奥列格·萨维利耶维奇·利索夫斯基（英语：Oleg Lisovsky）上将 – 1990–1991.

## 人员训练

### 军官培训
高等通讯军事指挥与工程学校培养初级军官：
- 以通信兵元帅伊万·捷连季耶维奇·佩列瑟普金命名的克麦罗沃高等通信军事指挥学校（俄语：Кемеровское высшее военное командное училище связи）。在谢尔久科夫担任俄国防部长期间，该校与绝大多数此类专业军事院校一样于2009年被裁撤。这导致部队急需的通信分队指挥员主要由地方高等院校毕业生担任。他们在地方大学军事教研室（军事系）或训练中心接受相应训练后参军。由于受训水平有限，其军政素质与职业军人相比差距较大，无法迅速胜任工作。2018年11月俄国防部最近决定重建克麦罗沃高等军事通信指挥学校，通信总局和干部总局联合拟制所需文件。预计每年可输送300名中尉军官。
- 以苏联元帅瓦西里·索科洛夫斯基命名的荣获红旗勋章的新切尔卡斯克高等通信军事指挥学校（俄语：Новочеркасское высшее военное командное училище связи）
- 以苏联元帅基里尔·谢苗诺维奇·莫斯卡连科命名的波尔塔瓦高等通信军事指挥学校（俄语：Военный институт телекоммуникаций и информатизации Государственного университета телекоммуникаций）
- 以苏联元帅马特维·扎哈罗夫命名的梁赞高等通信军事指挥学校（俄语：Рязанское высшее военное командное училище связи）
- 荣获红星勋章的托木斯克高等通信军事指挥学校（俄语：Томское высшее военное командное училище связи）
- 以格里戈里·奥尔忠尼启则命名的荣获红星勋章的乌里扬诺夫斯克高等通信军事指挥学校（俄语：Ульяновское высшее военное инженерное училище связи）
- 以米哈伊尔·加里宁命名的两次荣获红星勋章的基辅高等通信军事工程学校（俄语：Киевское высшее военное инженерное дважды Краснознамённое училище связи имени М. И. Калинина）
- 以列宁格勒市苏维埃（俄语：Ленсовет）命名的列宁格勒高等通信军事工程学校（俄语：Санкт-Петербургский военный университет связи）

军官的轮训与高级通信军官的培训，在列宁格勒以苏联元帅布琼尼命名的荣获列宁勋章与红旗勋章的军事通信学院。

### 初级专业技术人员的培训
为培养指挥系统的通信旅、通信营的专业技术军士，设有：
- 第151通信训练旅(52922部队, 撒马尔罕) – 使用第1617营的营区;
- 陆军第208通信兵准尉学校(83320部队, 莫斯科州多莫杰多沃市巴里比诺（俄语：Бары́бино）);
- 第31独立军事通信训练团 苏军驻德集群 (第73046号野战邮箱, 韦尔德);
- 第52独立军事通信训练团 突厥斯坦军区 (96699部队, 阿什哈巴德);
- 第58独立军事通信训练团 军事通信学院 (52052部队, 謝爾托洛沃);
- 第158独立军事通信训练团远东军区 (52924军区, 哈巴罗夫斯克);
- 第162独立军事通信训练团 (22165部队, 穆罗姆) – 部署在1608营的营区;
- 第1609独立军事通信训练营 北方集群 (79066号野战邮箱, 莱格尼察);
- 第1610独立军事通信训练营 莫斯科军区 (75269部队, 穆罗姆);
- 第1611独立军事通信训练营 列宁格勒军区 (52919部队, 列宁格勒州弗謝沃洛日斯克區黑溪镇（俄语：Чёрная Речка (деревня, Всеволожский район)）);
- 第1612独立军事通信训练营波罗的海军区 (75270部队, 维尔纽斯);
- 第1613独立军事通信训练营白俄罗斯军区 (52920部队, 明斯克);
- 第1614独立军事通信训练营喀尔巴阡军区 (75271部队, 日托米尔);
- 第1615独立军事通信训练营 敖德萨军区 (52921部队, 敖德萨);
- 第1616独立军事通信训练营 外高加索军区 (75272部队, 十月城);
- 第1618独立军事通信训练营基辅军区 (75273部队, 戈斯托梅利);
- 第1619独立军事通信训练营北高加索军区 (52923部队, 顿河畔罗斯托夫);
- 第1620独立军事通信训练营 外贝加尔军区 (75274部队, 乌兰乌德);
- 第1686独立军事通信训练营 乌拉尔军区 (07170部队, 斯维尔德洛夫斯克).

作战部队编成内的通信专业技术军士在各军区作战师的独立通信训练营。